# Satellite militare
Un satellite militare è un satellite artificiale utilizzato per scopi militari, quali operazioni di monitoraggio in diretta di tutti i corpi in movimento in una zona determinata, e intelligence, supporto per telecomunicazioni su canali riservati e supporto d'arma.